# Sparkassen Cup (теніс) 2003
Sparkassen Cup (теніс) 2003 — жіночий тенісний турнір, що проходив на закритих кортах з твердим покриттям у Лейпцигу (Німеччина). Належав до турнірів 2-ї категорії в рамках Туру WTA 2003. Відбувсь учотирнадцяте й востаннє і тривав з 22 вересня до 28 вересня 2003 року.

## Учасниці основної сітки в одиночному розряді

### Сіяні учасниці
| Країна     | Гравчиня            | Рейтинг1 | Сіяна |
| ---------- | ------------------- | -------- | ----- |
| Бельгія    | Кім Клейстерс       | 1        | 1     |
| Бельгія    | Жустін Енен-Арденн  | 2        | 2     |
| Росія      | Анастасія Мискіна   | 10       | 3     |
| Болгарія   | Магдалена Малеєва   | 11       | 4     |
| Словаччина | Даніела Гантухова   | 12       | 5     |
| Росія      | Надія Петрова       | 15       | 6     |
| США        | Меган Шонессі       | 17       | 7     |
| Італія     | Сільвія Фаріна-Елія | 20       | 8     |

- 1 Рейтинг подано станом на 15 вересня 2003.

### Інші учасниці
Нижче подано учасниць, що отримали вайлд-кард на вихід в основну сітку:
- Елке Клейстерс
- Анна-Лена Гренефельд
- Барбара Шетт

Нижче наведено учасниць, що пробились в основну сітку через стадію кваліфікації в одиночному розряді:
- Елс Калленс
- Сандра Клейнова
- Єлена Костанич
- Марія Венто-Кабчі

## Учасниці основної сітки в парному розряді

### Сіяні пари
| Країна  | Гравчиня           | Країна                      | Гравчиня            | Рейтинг1 | Сіяна |
| ------- | ------------------ | --------------------------- | ------------------- | -------- | ----- |
| Росія   | Світлана Кузнецова | США                         | Мартіна Навратілова | 15       | 1     |
| Росія   | Олена Лиховцева    | Росія                       | Надія Петрова       | 24       | 2     |
| Бельгія | Елс Калленс        | Словаччина                  | Жанетта Гусарова    | 41       | 3     |
| Франція | Маріон Бартолі     | Союзна Республіка Югославія | Єлена Докич         | 47       | 4     |

- 1 Рейтинг подано станом на 15 вересня 2003.

### Інші учасниці
Нижче наведено пари, які отримали вайлдкард на участь в основній сітці:
- Ванесса Генке /  Кароліна Шнайдер

Нижче наведено учасниць, що пробились в основну сітку через стадію кваліфікації в одиночному розряді:
- Аніко Капрош /  Лідія Штайнбах

## Фінальна частина

### Одиночний розряд
- Анастасія Мискіна —  Жустін Енен-Арденн, 3–6, 6–3, 6–3

### Парний розряд
- Світлана Кузнецова /  Мартіна Навратілова —  Олена Лиховцева /  Надія Петрова, 3–6, 6–1, 6–3